# Visca venustula
Visca venustula is een insect uit de familie van de mierenleeuwen (Myrmeleontidae), die tot de orde netvleugeligen (Neuroptera) behoort. 
Visca venustula is voor het eerst wetenschappelijk beschreven door Auber in 1955.